# Laverca-do-raso
Laverca-do-raso  (Alauda razae) é uma pequena ave passeriforme com uma gama altamente restrita, sendo encontrada apenas na ilhéu Raso em Cabo Verde. É uma Espécie em perigo crítico membro  da família Alaudidae.